# クリオージョス・デ・カグアス
クリオージョス・デ・カグアスは、リーガ・デ・ベイスボル・プロフェシオナル・ロベルト・クレメンテに加盟しているプロ野球チームである。本拠地は、プエルトリコ・カグアス。

## 日本との関わり
福岡ソフトバンクホークスから２０１０年に岩嵜翔と大場翔太、２０１１年に川原弘之、金無英、柳田悠岐の3選手が派遣された。
2019年から千葉ロッテマリーンズと3年間の業務提携契約を結んだと発表した。2019年オフには岡大海、安田尚憲、山本大貴の3選手が派遣される。